# Ogólnopolski Dzień Przedszkolaka
Ogólnopolski Dzień Przedszkolaka – święto obchodzone corocznie 20 września, ustanowione z inicjatywy Rzecznika Praw Dziecka Marka Michalaka uchwałą Sejmu Rzeczypospolitej Polskiej 13 września 2013 roku dla popularyzacji wychowania przedszkolnego i wzrostu jego znaczenia w świadomości społecznej.
Na wniosek Rzecznika Praw Dziecka Marka Michalaka w dniu 13 września 2013 roku wspierający inicjatywę środowiska dyrektorów łódzkich przedszkoli Sejm Rzeczypospolitej Polskiej podjął uchwałę w sprawie ustanowienia dnia 20 września Ogólnopolskim Dniem Przedszkolaka.
W uchwale zapisano: „Doceniając wagę edukacji przedszkolnej w rozwoju i wychowaniu dziecka, Sejm Rzeczypospolitej Polskiej ustanawia dzień 20 września Ogólnopolskim Dniem Przedszkolaka. Sejm Rzeczypospolitej Polskiej wyraża przekonanie, że ustanowienie Ogólnopolskiego Dnia Przedszkolaka przyczyni się do popularyzacji wychowania przedszkolnego i wzrostu jego znaczenia w świadomości społecznej”.
Obchody tego dnia mają być impulsem do podejmowania aktywności w zakresie upowszechniania edukacji przedszkolnej i szerzej – prawa dziecka do edukacji i wychowania przedszkolnego, zarówno wśród najmłodszych obywateli, jak i dorosłych.